# Marie de Valois (1309-1328)
Pour les articles homonymes, voir Marie de Valois.
Marie de Valois (née en 1309 – morte le 6 décembre 1328 à Naples) est une duchesse consort de Calabre et l'épouse de Charles de Calabre, duc de Calabre. Elle est la fille de Charles de Valois et de Mahaut de Châtillon et la mère de la reine Jeanne Ire de Naples.

## Mariage et descendance
Marie de Valois épouse à Paris le 11 janvier 1324 Charles d'Anjou, duc de Calabre, fils de Robert Ier, roi de Naples et de Yolande d'Aragon. De ce mariage naîtront :
- Eloïse (1325-1325) ;
- Marie (1326-1328) ;
- Charles Martel (1327 † 1327) ;
- Jeanne Ire de Naples (v.1326-1382), reine de Naples ;
- Marie (1328-1366), mariée successivement à Charles de Durazzo, Robert des Baux et Philippe II de Tarente.